# グリーンハウス (藤沢市)
グリーンハウスは、神奈川県藤沢市の神奈川県立スポーツセンター内にあるスパニッシュ様式の建物である。設計者はアントニン・レーモンド、1932年（昭和7年）4月の完成時は藤沢カントリー倶楽部のクラブハウスであった。日本で戦前建設されたゴルフ場のクラブハウスは、グリーンハウスと同じ1932年に完成した、ウィリアム・メレル・ヴォーリズ設計の神戸ゴルフ倶楽部クラブハウスと、グリーンハウスの2カ所のみが現存している。「旧藤澤カントリー倶楽部クラブハウス」として2021年（令和3年）2月26日に国の登録有形文化財に登録された。

## 藤沢でのゴルフ場開設とクラブハウスの建設

### 藤沢ゴルフ場開設計画
昭和初期、横浜を拠点として活躍する内外の財界人たちの多くがゴルフを趣味としていた。このようなゴルフ愛好家の横浜財界人たちは、不老会という会を持っていた。不老会のメンバーたちの間ではかねてから湘南地域にゴルフ場の開設を希望する声が挙がっていたが、1929年（昭和4年）12月頃、川奈ゴルフコースでゴルフを楽しんだ帰り道に、藤沢にゴルフ場を開設する話が持ち上がった。
財界人である不老会のメンバーたちが注目したのが、関東大震災の影響で破綻した藤沢の地元金融機関である関東銀行の資産を引き継いだ関東興信銀行が所有していた土地であった。関東興信銀行は関東銀行の破綻処理のために設立された銀行であり、横浜興信銀行から井坂孝を頭取として迎えていた。井坂はかつて関東銀行が所有し、関東興信銀行が引き継いだ資産等の処分のため、横浜興信銀行から藤永文発を引き抜き実務に当たらせていた。また井坂はゴルフ愛好家として不老会の中心メンバーでもあった。このような中、関東銀行の破綻処理の一環プラス湘南地域でのゴルフ場建設といういわば一石二鳥の案として、関東興信銀行が藤沢に所有する土地を活用したゴルフ場建設計画が浮上することになった。
ゴルフ場建設構想が浮上した後、具体的な建設計画は急ピッチで進められていった。まずゴルフ場建設用地として藤永文発の斡旋によって藤沢町本入、伊勢山周辺の土地約18万坪が確保された。この土地は高台にあり、破綻した関東銀行の経営陣が銀行整理に際し提供し、関東興信銀行に処分が任されていた土地であった。不老会は1930年（昭和5年）3月19日、ホテルニューグランドにて藤沢ゴルフ倶楽部の発起人会を開催した。発起人会の席で、まず藤沢ゴルフ株式会社を創設し、土地の買収、ゴルフコース、クラブハウスの建設を行い、会社の経営はホテルニューグランドが担当すること、そしてゴルフ場が完成した後は藤沢カントリー倶楽部に貸与することを決定した。つまりゴルフ場の建設そして所有は藤沢ゴルフ株式会社が担い、実際のゴルフ場の経営は、藤沢ゴルフ株式会社からゴルフ場の設備を借り受ける藤沢カントリー倶楽部が行う形となった。そして1930年（昭和5年）4月、藤沢ゴルフ株式会社が発足し、ゴルフ場の建設も始まった。

### ゴルフ場の建設開始とクラブハウス

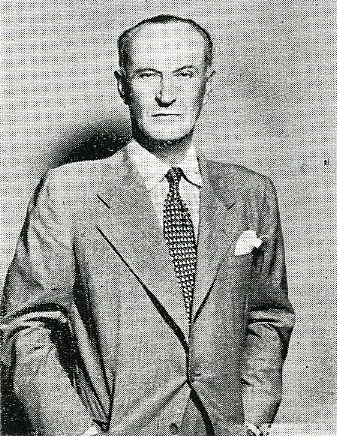
藤沢カントリー倶楽部クラブハウスを設計したアントニン・レーモンド。

ゴルフ場の設計は当時活躍中のゴルファーで、ゴルフ場設計者としても知られていた赤星四郎が中心となり、赤星六郎、田中善三郎が協力して進められることになった。ゴルフ場の建設計画について、地元藤沢はおおむね歓迎していた。地元の新聞では「文化に恵まれた湘南の地は、ゴルフ場の完成によって更にその名を高めることになり、藤沢にとって極めて大きな利益となる」という内容でゴルフ場建設を評価した上で、藤沢町としても「ゴルフ場の建設に伴い、道路の改修、各種の施設を整備して、大いに外国人の誘致を進めていく」つもりであると紹介していた。ゴルフ場の建設に際して、建設予定地にあった火葬場の移転問題で紛糾するといった事件も発生したが、紛争の最終的な調停の席で藤永文発が関与するなどして事態を収めた。
ゴルフ場のクラブハウスについては、ゴルフ場の運営を担う形となったホテルニューグランドがアントニン・レーモンドに設計を依頼した。アントニン・レーモンドは1888年にオーストリア＝ハンガリー帝国のボヘミアに生まれた。プラハ工科大学を卒業後、アメリカに移住し、1914年にはフランス生まれのノエミ・ベルネッサンと婚姻した。その後フランク・ロイド・ライトの下で働くようになったレーモンドは、1919年（大正8年）フランク・ロイド・ライトの帝国ホテル建設に際して助手として来日した。やがてレーモンドはフランク・ロイド・ライトから独立し、レーモンド設計事務所を立ち上げた。
ホテルニューグランドはレーモンドに対し、ゴルフ場のクラブハウスをスパニッシュ様式で建てるように要請した。スパニッシュ様式とは、アメリカで1915年頃から復活し、1920年代に大流行を見せたスパニッシュ・コロニアル様式の建築を指しており、スパニッシュと呼ばれているものの実際にはアメリカの建築様式である。日本には早くも大正時代半ばの1919年（大正8年）に建築例が見られ、1930年（昭和5年）頃から流行が本格化したとされている。
スパニッシュ様式は屋根と外壁に大きな特徴がある。屋根の形状としては勾配がゆるやかであることが特徴であり、和風建築物の屋根の勾配とほぼ同じか、更にゆるやかである。そして屋根はスパニッシュ瓦ないしS字瓦で葺かれ、瓦の色は赤、茶、オレンジなどの暖色系が多いが、日本におけるスパニッシュ様式では青緑色の瓦も多用された。外壁は白、クリーム色、薄いベージュなど、やはり明るい色で塗られ、仕上げは鏝で仕上げたスタッコ壁など、表面がざらざらで凹凸があるという特徴がある。なお壁面の開口部は小さく、装飾も比較的少ないという特徴もある。また多くの場合、細身の煙突が設けられ、すらりとした煙突が空に向かって立つ軽快なイメージを醸し出し、更に南国ムードを演出するために玄関付近にビロウ、シュロ、ソテツなどが植えられることも多い。なお、日本でスパニッシュ様式の建築が受け入れられた理由としては、日本家屋とほぼ同等ないし更にゆるやかであるという屋根の構造と、瓦を使用するという点が、他の様式よりも和風の住宅との折衷がやりやすかったという点が挙げられる。実際、南国的で明るくかつ軽いスパニッシュ建築とは正反対のイメージながら、白壁、瓦屋根、そして小さな開口部といった特徴は、日本の蔵造りとよく似ている。
ホテルニューグランドがクラブハウスをスパニッシュ様式で設計するように要請した背景としては、同時期に設計されたホテルニューグランドそのものの増改築案もスパニッシュ様式であり、建築主であるホテルニューグランド自体がスパニッシュ様式を好んでいたと考えられている。また、完成後のクラブハウスについて「明るい甘美な意匠で、ブルジョワ好みの田園趣味豊かな建築で、消費者側からはまず文句のないところであろう」と評されており、レーモンドは建築主のみならず、ゴルフ場利用者の嗜好も考慮したのではないかと思われる。また藤沢カントリー倶楽部は日本人のみならず外国人の来場ももくろんでおり、内外のゴルフ愛好家を招致するために、理想的なクラブハウスの建設を目指したと伝えられている。

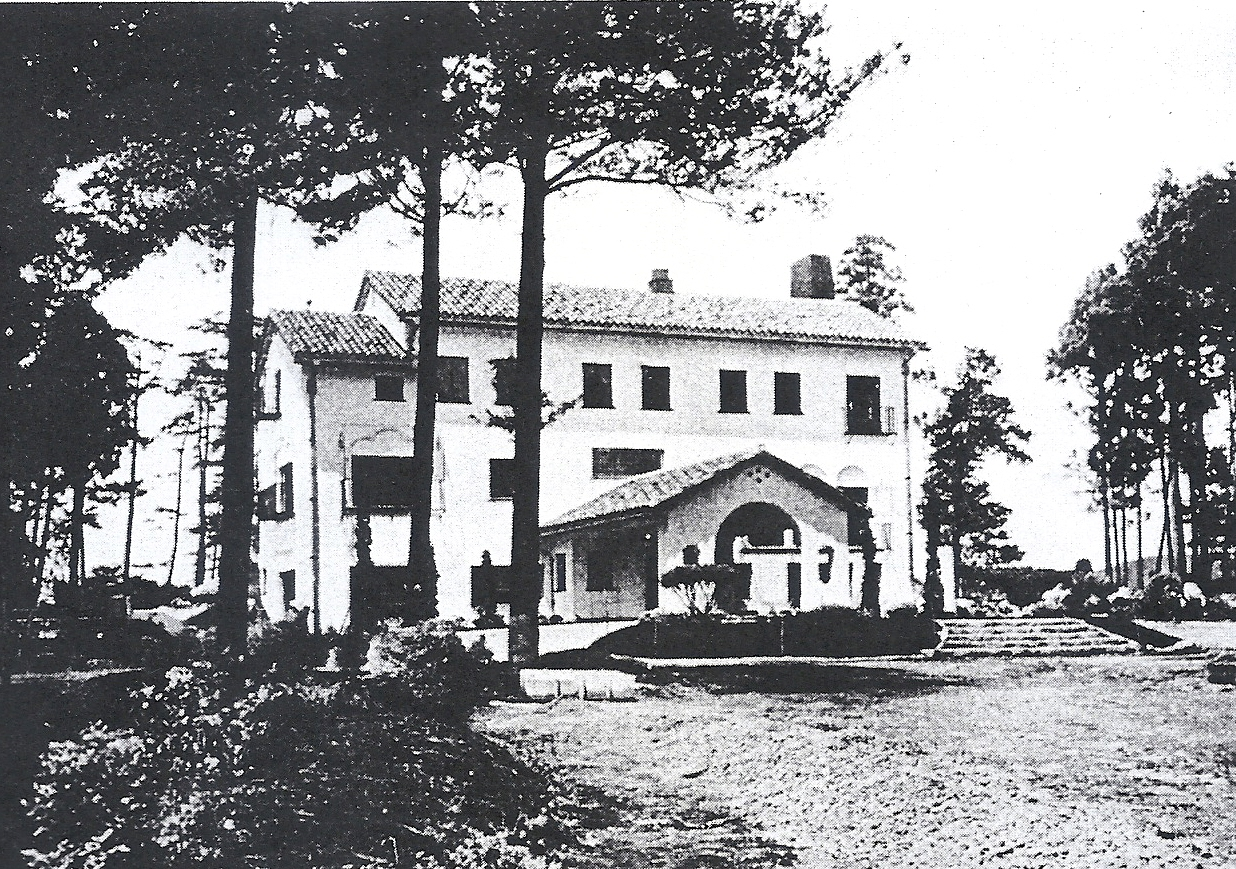
完成直後の藤沢カントリー倶楽部クラブハウス。正面から撮影。

なお、日本におけるモダニズム建築の父とも呼ばれ、自らが率いるレーモンド設計事務所から優れたモダニズム建築の建築家を輩出したアントニン・レーモンドが、スパニッシュ建築を手掛けるというのはまさに畑違いで、意外な印象を受ける。実際、レーモンドが手掛けたスパニッシュ建築は藤沢カントリー倶楽部のクラブハウス以外には、同じく1932年（昭和7年）に完成した大阪府寝屋川市の聖母女学院しか無い。この当時、レーモンドがスパニッシュ様式の設計を行った理由としては、まだ己の建築スタイルが確立されていなかったことが挙げられる。1938年（昭和13年）に刊行されたレーモンドの建築作品集には藤沢カントリー倶楽部のクラブハウスは取り上げられておらず、モダニズム建築に焦点を絞った後のレーモンドにとって、スパニッシュ様式の藤沢カントリー倶楽部クラブハウスは文字通り過去の遺物となっていたと考えられる。
藤沢カントリー倶楽部クラブハウスの実際の設計は、レーモンド設計事務所の杉山雅則が担当した。設計は1930年（昭和5年）9月から開始されたと考えられている。当時、レーモンド設計事務所で製図、構造、設備、積算などの業務担当者がいて、それらの作業全般をレーモンドが監修していた。そして建物の内装はレーモンドの妻であるノエミが担当し、ノエミからレーモンドが相談を受けつつ進めていた。つまり各セクションの作業は分業されていたが、作業全般にレーモンドの目が光っており、全体として建築家レーモンドの意向通りの仕事が進められるようになっていた。なお、藤沢カントリー倶楽部と前後して、レーモンド設計事務所は藤沢の他、我孫子、相模、東京（朝霞）のゴルフ場のクラブハウスの設計を行っていた。レーモンド設計事務所が設計を担当した4つのクラブハウスはそれぞれ異なった意匠で設計されており、共通点は見られない。
クラブハウスの設計は1931年（昭和6年）3月に完成した。レーモンドによる設計に基づいて施工を行う業者は競争入札によって決定されることになった。入札の結果、藤沢町の長工務店が落札し、5月には建設工事が始まった。クラブハウスの建設費用は事業計画書によれば5万円であった。
1931年（昭和6年）10月18日、完成したアウト9ホールで藤沢カントリー倶楽部は仮オープンした。仮開場後、イン9ホールとクラブハウスの工事を急ぎ、1932年（昭和7年）4月末にはクラブハウスが完成した。そして18ホール、クラブハウスが完成したことにより、5月29日に久邇宮朝融王、朝香宮妃ら来賓が出席のもと、藤沢カントリー倶楽部の開場式が行われた。

## 完成した藤沢カントリー倶楽部クラブハウス

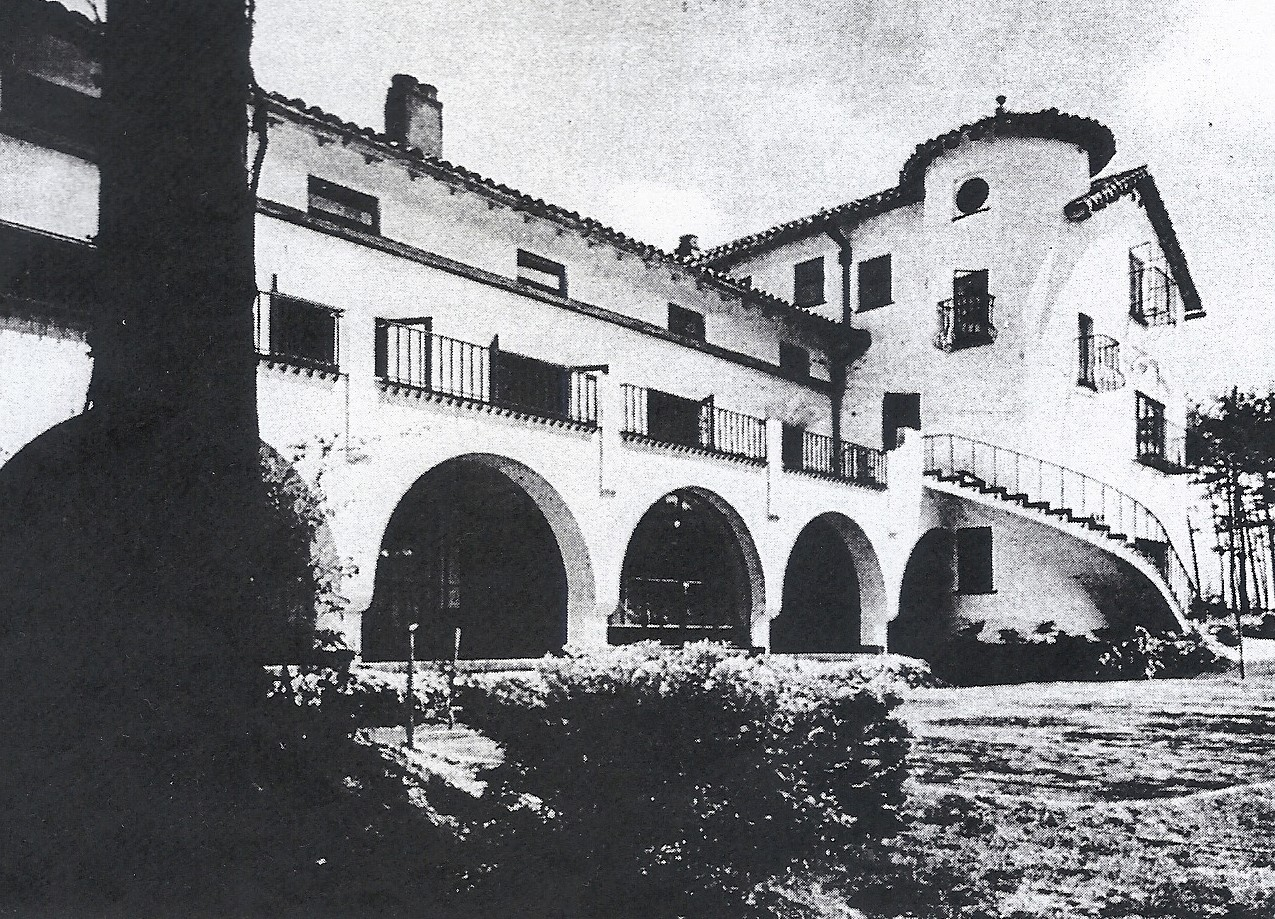
完成直後の藤沢カントリー倶楽部クラブハウス。南側から撮影されている。

1932年（昭和7年）4月末に完成した藤沢カントリー倶楽部クラブハウスは、鉄筋コンクリート地上3階、地下1階建ての建物であった。1階はゴルフ場来場者の受付を行う事務室、ロッカールーム、会議室、売店などが設けられた。2階にはラウンジ、バー、食堂、調理室などが設けられ、ラウンジの南側はバルコニー、西側は噴水があるテラスとなっており、ラウンジからバルコニー、テラスを通ってゴルフコースに出られるようになっていた。そして3階には倉庫、貴賓室、ゴルフクラブ会員の宿泊施設などが設けられていた。なお、クラブハウスは地下室も設けられた。

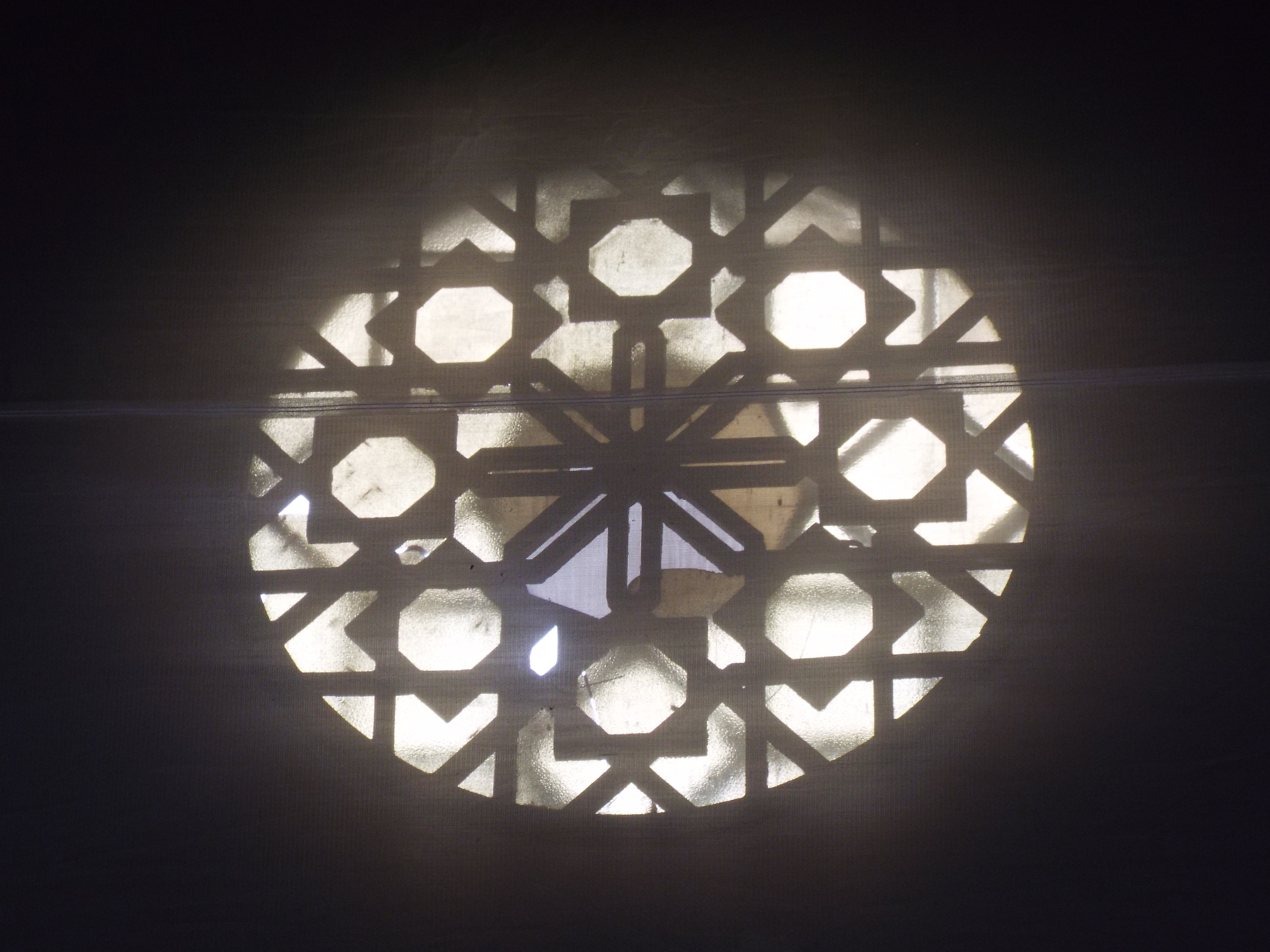
現在もグリーンハウスに残るバラ窓

建物本体は細かな造形を省いたシンプルなデザインが特徴的である。一方で、階段やバルコニーの手すり、バルコネットなどの鉄製の装飾が華やかさを演出しており、外壁は白色プラスター仕上げ、屋根は青緑色のスパニッシュ瓦で葺かれ、軽くて明るいスパニッシュ建築らしさを表現することに成功しており、スパニッシュ建築としての完成度は高かった。
また、2階西向きの壁面にはバラ窓がしつらえられており、この特徴から藤沢カントリー倶楽部クラブハウスはスパニッシュ様式の中でもスパニッシュ・ミッション様式に分類される。建物正面にはスパニッシュ建築でよく用いられるアーチ形に開かれた車寄せが設けられ、玄関をくぐった場所にある階段にも装飾に富む鉄製の手すりがあった。階段を上がったラウンジには中央に暖炉が設けられており、床はモザイクタイル敷きとなっており、レーモンドの妻、ノエミがデザインを担当したモザイク画が描かれていて、ゴルフ場のクラブハウスらしくゴルフボールとティーなどをモチーフとしていた。

## 藤沢カントリー倶楽部の明暗

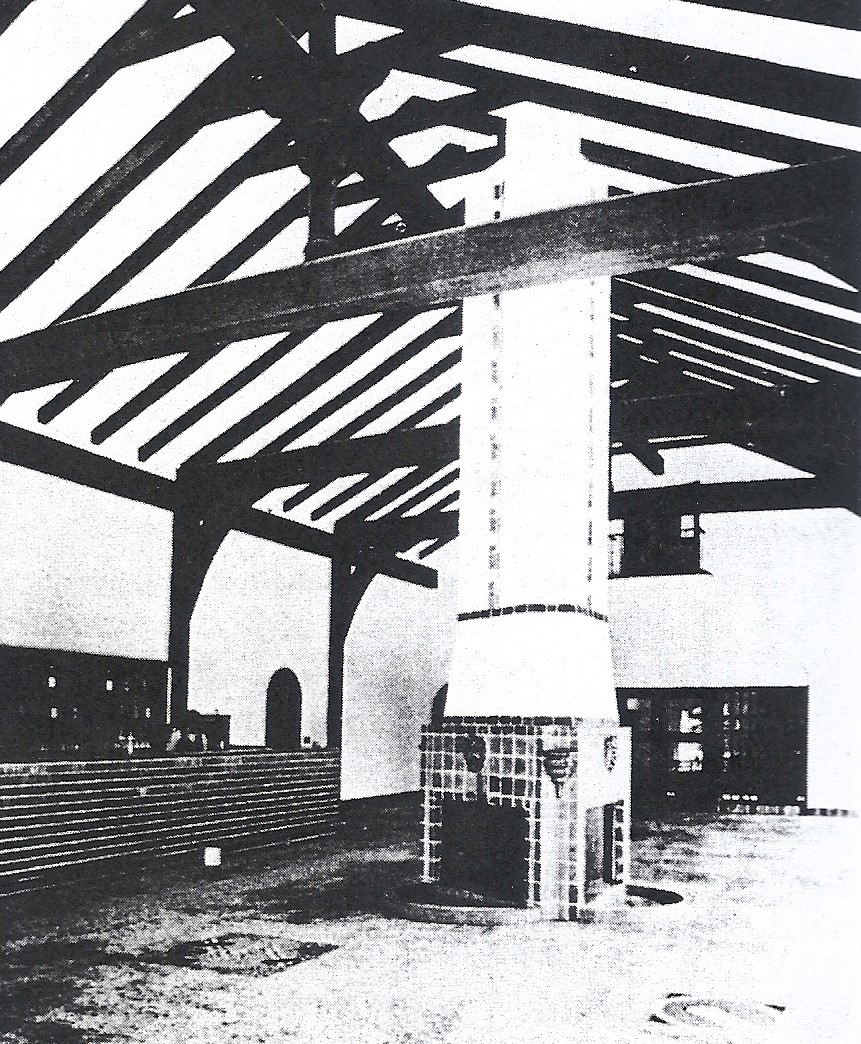
完成直後の藤沢カントリー倶楽部クラブハウスのラウンジ。戦後の改修で撤去された暖炉が見える。

高台にあって富士山から江の島、相模湾に三浦半島を望む風光明媚かつゴルフコースとしても優れた藤沢カントリー倶楽部は、当時関東地方で最も環境に恵まれたゴルフコースのひとつと呼ばれた。藤沢カントリー倶楽部では日本プロ選手権を始め、戦前、多くの大きな競技が開催され、ゴルフクラブの会員数も順調に増加し、藤沢カントリー倶楽部は関東有数のゴルフ倶楽部へと発展していった。
藤沢カントリー倶楽部には、ゴルフ好きで知られた朝香宮鳩彦王、そして東久邇宮稔彦王や近衛文麿らの皇族、要人らもゴルフを楽しんだという。皇族や要人たちは馬車でクラブハウスにやってきた。クラブハウスは当時、キャディの立ち入りは禁じられており、ゴルフクラブ会員のクラブハウス利用時には入り口でキャディとのゴルフバックの受け渡しを行ったという。クラブハウスの食堂では、多くの場合肉料理中心の洋食が出されたといい、魚料理はあまり出なかった。メニューとしてはハムライス、ハムサンド、そして豚カツなどもあったという。

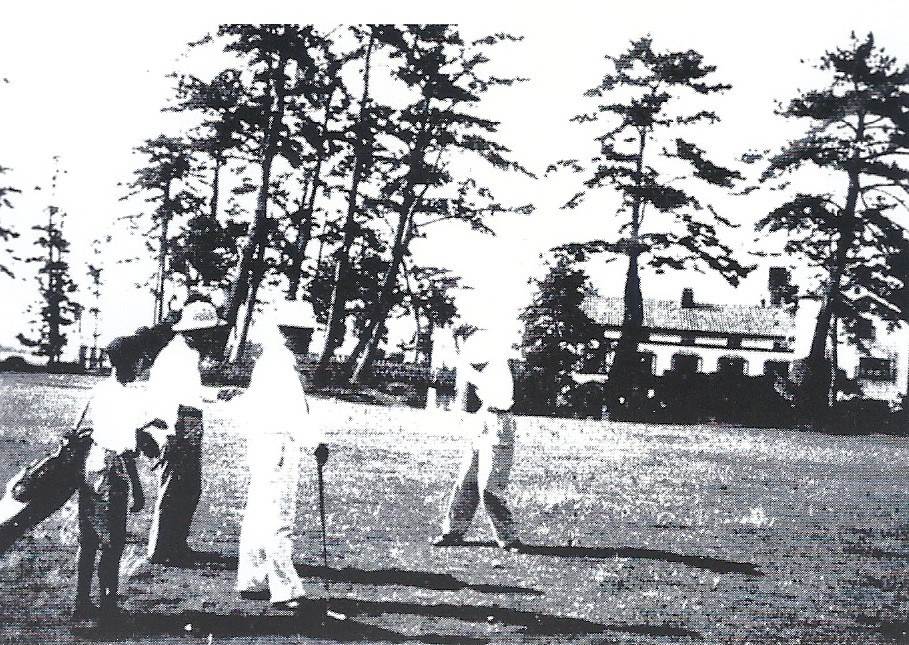
戦前の藤沢カントリー倶楽部1番ホール。奥にクラブハウスが見える。

このように藤沢カントリー倶楽部の経営は順調であったが、周囲の目は必ずしも好意的なものばかりではなかった。早くも1933年（昭和8年）に刊行された書籍の中で「当倶楽部はすでにその入会料の莫大たると、用具の高価たるのみにても一般民衆を驚嘆せしめ、かくの如き豪奢ぶりは、将来下級民衆の思想上に大いなる悪影響を与えるとの危惧の念を深らしめた」とか、「（藤沢カントリー倶楽部は）すなはち特権階級の娯楽機関たるものである」、など、厳しい批判が記述されていた。戦前期、ゴルフはしばしば特権階級、ブルジョアの贅沢な遊びであり、一般大衆に悪影響を及ぼす亡国の遊戯であるなどといった批判がなされていた。これはやがて戦時体制が強化される中で、ゴルフが厳しい受難の時代を迎える要因となっていった。
ところで1938年（昭和13年）4月、藤沢に聖心愛子会藤沢本部が竣工した。聖心愛子会の修道女たちは5月頃に行われる昇天祭の際、藤沢カントリー倶楽部の許可を得てゴルフ場内を散策することができた。そしてゴルフ場を散策する修道女たちは、青緑色のスパニッシュ瓦で葺かれたクラブハウスのことをいつしかグリーンハウスと呼ぶようになった。戦前期、藤沢カントリー倶楽部クラブハウスをグリーンハウスと呼んだ記録は皆無であり、聖心愛子会からグリーンハウスという呼び名が広まっていったものであると推測されている。

## わずか11年で終わったゴルフ場時代

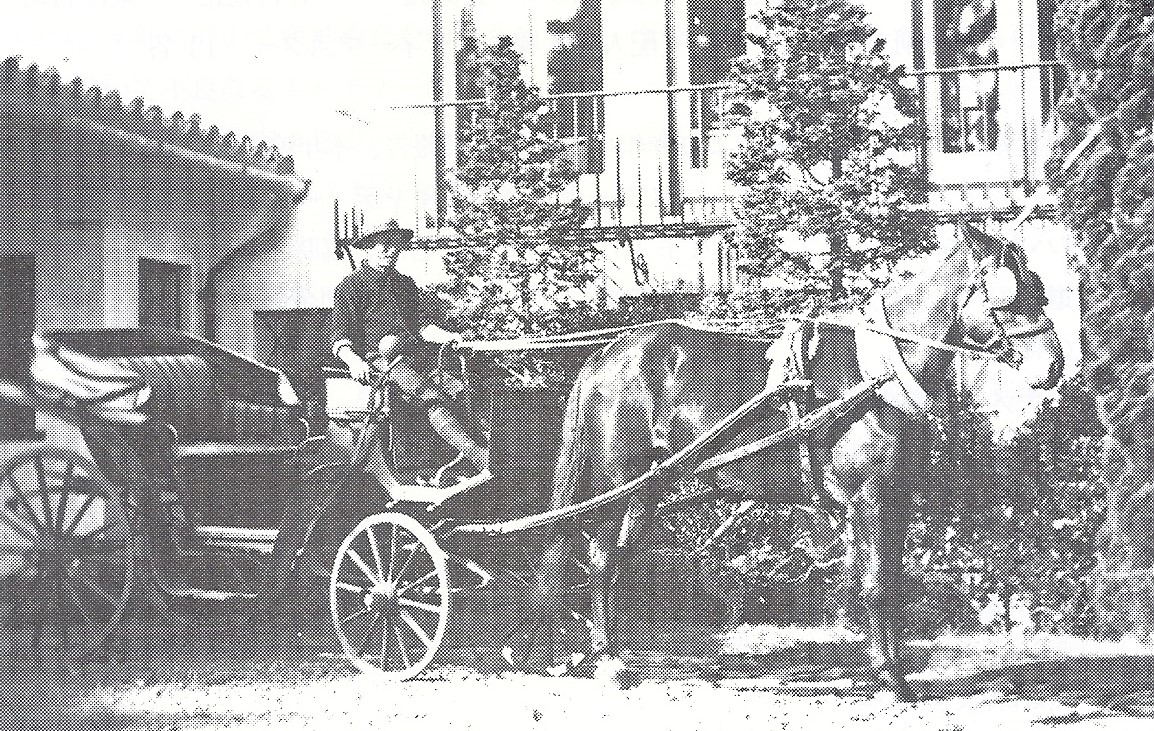
1941年（昭和16年）からゴルフ場が閉鎖される1943年（昭和18年）までの間、藤沢駅と藤沢カントリー倶楽部クラブハウスまでの送迎を行った馬車。クラブハウス前で撮影。

戦時体制が強化されていく中、もともと何かと世間からの風当たりが強かったゴルフ場は、厳しい受難の時代を迎えた。1937年（昭和12年）頃からはゴルフボール不足が目立つようになり、翌1938年（昭和13年）には輸出用以外のゴルフボール生産が禁止され、ゴルフボールも各ゴルフ場に配給する方式となる。強まる逆風の中、ゴルフの競技自体も鍛錬を重視するとしてキャディの廃止、そしてゴルフ場内の遊休地を利用して農作物を生産するなどの対応が進められた。そしてゴルフ用語の日本語化が進められ、ゴルフクラブを打杖、ドライバーを木の一番などというような言い換えが進められた。もちろん外来語であるゴルフそのものも言い換えの対象であり、打球と呼ばれることになって、1942年10月には日本ゴルフ協会は大日本体育会打球部会と改称され、各ゴルフ倶楽部もそれに倣って打球会と改名された。もちろん藤沢ゴルフ倶楽部も藤沢打球会と改名された。
藤沢ゴルフ倶楽部についても、1940年（昭和15年）9月の横浜貿易新報紙上に「新体制に即応せぬゴルフ遊戯の縮小を切望する」と題された、特権階級の享楽的スポーツであるゴルフを糾弾し、生産的活動に何一つプラスとならない、わずかな特権階級のブルジョワ的趣味を満足させるのみゴルフ場を農地へと転換し、食料増産に活用すべしとの意見が掲載されるなど、戦時体制の強化に従って風当たりが強くなっていく。このような情勢下で1941年（昭和16年）、藤沢カントリー倶楽部は農事畜産部を新たに設け、ゴルフ場内の遊休地などを利用してサトイモ、ニンジン、キャベツ、ジャガイモ、サツマイモなどの生産、ヒツジを飼育して羊毛の生産、更には自家用の燃料として木炭の生産などを行った。そしてガソリン節約のため自家用車、タクシー利用によるゴルフ場来場が禁止されたため、藤沢駅からクラブハウスまで会員送迎用の馬車が用意されるようになった。
結局、藤沢打球会（藤沢カントリー倶楽部）は、1943年（昭和18年）10月に横須賀海軍施設部に徴用されることが決定した。藤沢打球会の役員はせめて9ホールだけでも残して欲しいとの陳情を行ったものの通ることはなく、結局、会員、プロ選手を招待してお別れ競技会を開催した後、10月24日には施設が閉鎖され、ゴルフ場としての歴史を閉じることになった。そして藤沢打球会は藤沢土地運営株式会社と改称され、残務整理等に当たった。戦後、藤沢カントリー倶楽部は再開されることはなく、藤沢カントリー倶楽部はわずか11年余り、仮オープンからも12年でその歴史を閉じることになった。

## 藤沢海軍航空隊時代

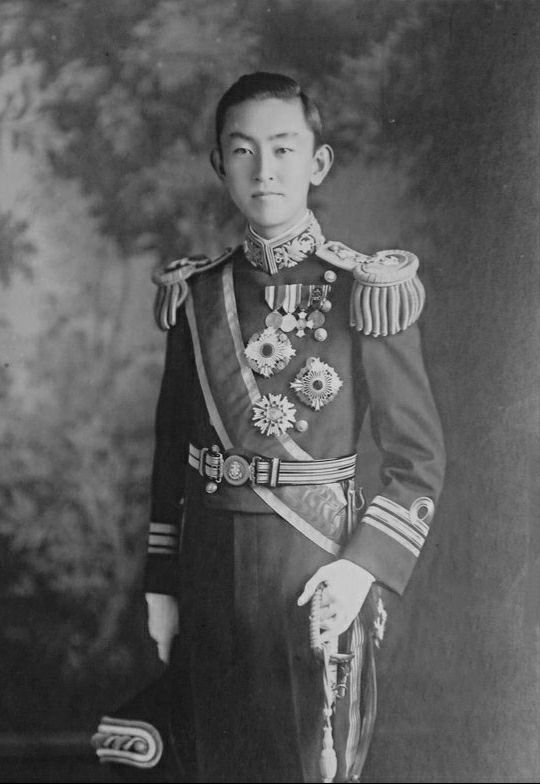
第20連合航空隊司令官としてグリーンハウスで執務した久邇宮朝融王。かつて久邇宮朝融王は藤沢カントリー倶楽部の開場式に出席し、またゴルフクラブ会員として藤沢カントリー倶楽部でゴルフを楽しんでいた。

横須賀海軍司令部に徴用された藤沢カントリー倶楽部は横須賀海軍航空隊の基地として使用される方針であると報道された。ゴルフ場の閉鎖後、まず境界線の範囲確認がなされた後、1944年（昭和19年）4月に航空隊の設立委員会が設立され、旧藤沢カントリー倶楽部に先遣隊が派遣された。そして6月1日には藤沢海軍航空隊が正式に発足した。藤沢海軍航空隊は戦闘機電話、電波探信儀などの無線兵器の整備員の養成を目的とする教育隊であった。
藤沢海軍航空隊の司令部はグリーンハウス（旧藤沢カントリー倶楽部クラブハウス）内に設置された。開設当時、藤沢海軍航空隊内の兵舎等の建物はまだ建設中で、グリーンハウスしか建物が無かった。また兵員も20 - 30名と少なく、兵士たちはグリーンハウス内に設置されたベットで寝起きし、調理場もクリーンハウス内にあった。
滑走路、防空壕、そして兵士が起居する兵舎などの設備は徐々にではあるが整備されてきた。そして藤沢海軍航空隊の体制も、当初、第13連合航空隊に所属していた藤沢海軍航空隊は、1944年（昭和19年）10月1日に第20連合航空隊に編成替えとなった。第20連合航空隊の司令官には海軍少将久邇宮朝融王が任命され、グリーンハウス内に執務室が設けられた。皮肉なことに前述のように久邇宮朝融王は1932年（昭和7年）に行われた藤沢カントリー倶楽部の開場式に出席しており、藤沢カントリー倶楽部会員としてゴルフを楽しんでいた。なお、第20連合航空隊の本部機能がグリーンハウスに設けられることに伴い、藤沢海軍航空隊の本部指令室はグリーンハウス北側に建設された建物内に移動した。
発足当初は20 - 30名であった兵士も、その後続々と入隊して、やがて約1万名の兵士が練習生として無線兵器の整備員養成教育を受けるようになった。養成教育はまず銃を担いで航空隊内を走り回る訓練から開始された。もともとがゴルフ場であったためこのような訓練の場としてはうってつけであり、かなり厳しいメニューが課されたため、ついて行けずに除隊となる者もいた。しかし2か月間の訓練の後に無線教育が開始されるのだが、1万名分の教科書が用意できなかった。しかも滑走路は完成したものの、航空隊でありながら肝心の使用可能な飛行機が白菊1機のみであり、しかもその1機も燃料不足のためにほとんど使用されることはなかった。無線兵器の着脱訓練は、掩体壕内にあった廃機で行われたという。そして6か月間の養成教育を終えた練習生は全国各地の基地に配置されていった。
藤沢海軍航空隊は1945年（昭和20年）8月15日後の16、17日にも演習を行ったと伝えられているが、8月20日には解散式が行われた。結局海軍航空隊時代はわずか2年足らずで終了を迎えた。

## 米軍の接収、藤沢海軍航空隊場跡地の争奪戦とグリーンハウス
終戦後、1945年（昭和20年）9月2日、第188空挺グライダー歩兵連隊が藤沢に到着した。連隊は藤沢市などの湘南地域の旧日本軍施設に分駐し、このとき藤沢海軍航空隊も接収された。そしてグリーンハウス内には第12連合航空隊司令部が設置され、旧藤沢海軍航空隊には約550名の米兵が駐屯した。しかし藤沢など湘南地域の駐留米軍はめまぐるしく交替がなされ、駐留兵員も徐々に減少し、グリーンハウスに置かれた司令部機能も低下していく。結局、1947年（昭和22年）9月には旧藤沢海軍航空隊から米軍は完全に撤収する。
旧陸海軍の軍事施設等は、戦後、大蔵省が管理することになった。旧藤沢海軍航空隊の場合、東京財務局が管理を担当することになった。戦後まもなくは米軍が接収したものの、その米軍がさほど使用する気配を見せずに撤収していく状況を見て、藤沢中心部から近く、しかも広大な敷地を持つ旧藤沢海軍航空隊の跡地を巡って、熾烈な争奪戦が繰り広げられることになる。
藤沢海軍航空隊の土地は接収前は藤沢カントリー倶楽部であり、実は接収されていた際の地代はほとんど未払いのままであった。そこでゴルフ場として復活させようとの声も挙がったが、戦後の混乱期にゴルフ場の敷地問題に詳しい旧ゴルフ場の副支配人が亡くなったこともあって、再開は断念されることになった。ゴルフ場としての復活がなされぬ中、旧藤沢海軍航空隊の跡地をめぐって様々な団体が動きを見せだした。最初に動き出したのがカトリック系の社会事業家たちであった。社会事業家の鶴飼正男は終戦後わずか3か月足らずの10月28日、戦災孤児や浮浪児を保護する目的の施設を米軍接収中の旧藤沢海軍航空隊敷地内に設けた。施設は地名から唐池学園と名付けられた。戦前期から母子寮の経営を行うなど、盛んに社会事業を展開してきた平野恒子も、1945年（昭和20年）10月には進駐軍と接触して自らが進める社会事業の必要性を説明した。平野の声は進駐軍を動かし、その結果、接収中の旧藤沢海軍航空隊内に引揚者、母子の保護、支援を行う施設の建設が進められることになった。
社会事業家たちの中で最も成功裡に藤沢海軍航空隊跡地を利用することになったのが聖心愛子会であった。藤沢に本部があったカトリック系の聖心愛子会は、やはり広大な藤沢航空隊の跡地に戦災孤児のための施設や、母子寮、乳児院、女学院などの建設をもくろんだ。1945年（昭和20年）9月頃、聖心愛子会の責任者はまずグリーンハウスを訪れ、駐留している米軍の責任者に面会を求めた。グリーンハウスの食堂で面会をした米軍の責任者は、自分たちとしては聖心愛子会の社会事業に土地を提供するのは構わないが、日本政府の許可も貰っておくべきではないかとアドバイスした。その後、大蔵省、そして神奈川県、藤沢市との粘り強い交渉の結果、旧藤沢航空隊跡地の中で最も広い敷地を確保することに成功する。もちろんこの成功の背景に進駐軍のバックアップがあった。この時に確保した敷地には、現在も聖園女学院中学校・高等学校などがある。カトリック系の社会事業家らが揃って藤沢海軍航空隊跡地の利用が可能となったのは、カトリック系であるということが進駐軍の理解を得やすかったこととともに、戦後まもなくの混乱期、戦災孤児、浮浪児、引揚者などの問題が大きな社会問題化しており、この問題に取り組む社会事業家の活動が受け入れられ、進駐軍からの強い支援を受けるようになったという背景があった。
藤沢航空隊跡地を狙っていたのは社会事業家ばかりではなかった。広大な土地は農地としても魅力十分であり、農民たちも農地として使用できるように運動を強めていった。運動は個人個人、そして集団でも行われ、特に日本農民組合は1946年（昭和21年）夏に、農地利用を要求して藤沢市役所に押し掛ける騒ぎとなった。結局、前記の社会事業に広い土地を割かれ、農地となった藤沢航空隊跡地は一部に止まった。また藤沢市としても市中心部に近く、広大な敷地を持つ藤沢航空隊跡地の利用に関心を持っていた。そして更に藤嶺学園が跡地利用を強く求めていくことになる。

## 藤嶺学園とグリーンハウス
学校法人藤嶺学園は時宗総本山の遊行寺が創設した学校法人であり、終戦時には藤沢中学校、藤沢工業学校の2校が所属していた。終戦後、学徒勤労動員から藤沢中学校、藤沢工業学校の生徒たちは、遊行寺に隣接する戦災を免れた学校に戻ってきた。そこに空襲で校舎を失ってしまった相模商業女子学校が藤嶺学園に経営移管を求めてきた。結局、相模女子商業学校は藤嶺学園が経営することとなり、1945年（昭和20年）9月の授業再開時には生徒たちが藤沢中学校、藤沢工業学校の校舎に移ってきた。ところで藤沢工業学校は商業学校であったものが、戦時中に当局の要請もあって工業学校への転換を余儀なくされた経過があった。そのため終戦後商業学校に復帰すべきとの声が挙がり、12月には文部省から商業学校の復活が認められた。しかし生徒たちは工業学校転換後は工業系の授業を受けていたわけで、とりあえず商業学校と工業学校を併設する形を取らざるを得なかった。1946年（昭和21年）4月、藤沢商業学校が復活し、結局遊行寺隣の藤嶺学園の校舎には、藤沢中学校、藤沢商業学校、藤沢工業学校、相模商業女子学校の4校が同居する状況に陥った。
終戦時、遊行寺隣の藤嶺学園校舎の収容能力は1,500名あまりであった。しかし学徒勤労動員から戻った藤沢中学校、藤沢工業学校の生徒は合計約1,700名であった。そこに相模女子商業学校の生徒たちがやってきて、2,000名を超える生徒となってしまったのだからたまらない。藤嶺学園側は職員室を教室に充て、職員室はとりあえず体育館に移した。そして戦時中に海軍が遊行寺境内に建てていたバラックも利用してなんとか急場をしのいだものの、前述のように1946年（昭和21年）春には商業学校が復活したため、超満員の校舎に4校が併設状況となったわけで混乱に拍車がかかった。このような状況下で藤嶺学園は抜本的な打開策として藤沢航空隊跡地の利用を熱望するようになった。

### 八州台警備隊とグリーンハウス
藤嶺学園側がいつ頃から藤沢海軍航空隊跡地の利用に向けて動き出していたのかははっきりしていない。記録に残っているところでは、藤嶺学園の父兄向けの出版物に、1946年（昭和21年）1月25日、進駐軍から旧藤沢海軍航空隊のバラックの利用許可を得たとの紹介が載せられている。つまりそれ以前から藤沢海軍航空隊跡地の利用に向けて、運動、画策を進めていたことは確実である。ところが実際の使用には神奈川県の許可がいるとの横やりが入ったため、この時の進駐軍からのお墨付きは役立たなかった。そこで藤嶺学園側は県当局とともに藤沢海軍航空隊跡地を管理する大蔵省サイドへの働きかけを進めた。
藤嶺学園が藤沢海軍航空隊跡地獲得へ本腰を入れだした頃、前述のようにカトリック系の社会事業家たち、そして農民たちがやはり獲得に向けて積極的に動いていた。藤嶺学園側は他の獲得運動を見て、1946年（昭和21年）1月25日に進駐軍から旧藤沢海軍航空隊のバラックの利用許可を得た後、職員、生徒からなる警備隊を組織して藤沢海軍航空隊跡地の旧兵舎周辺を自主警備するようになった。1946年（昭和21年）夏には、農民団体が跡地の一部を占拠して耕作を開始し、藤嶺学園側も中学5年生を派遣して、現在、聖園女学院中学校・高等学校となっている場所にあった兵舎を占拠し、自主警備を行うという実力行使に出た。
藤嶺学園は当初、藤沢海軍航空隊跡地への移転対象として藤沢商業学校を考えており、進駐軍、神奈川県などへの申請を行っていた。しかし交渉の過程で藤嶺学園側の要求は拡大し、藤沢中学校、藤沢商業学校、そして藤沢工業学校の3校の移転に加えて、上級学校として藤沢専門学校を開校するという、相模商業女子学校以外の藤嶺学園の全機能を藤沢海軍航空隊跡地へ移転させた上に専門学校を創設するという大計画へと発展した。
現在、聖園女学院中学校・高等学校となっている場所にあった兵舎を占拠して行っていた藤嶺学園の藤沢海軍航空隊跡地の自主警備は、やがてグリーンハウスとその周辺の兵舎警備へと重点が移っていった。1946年（昭和21年）10月末からは、教員に率いられた藤沢商業学校、藤沢工業学校の上級生10 - 20名でチームを組み、昼夜交替で警備を行うようになった。警備チームは夜間はグリーンハウスに泊まり込んだ。当時、旧ゴルフクラブのクラブハウスであったグリーンハウスのような鍵がかけられる部屋は珍しく、警備に当たった生徒たちは半ばキャンプ気分であったという。実際、グリーンハウス内でレコードを聴いたり卓球を楽しんだりするなど、生徒たちにとって警備活動はむしろ楽しみであったと伝えられている。しかし戦後の混乱期、夜間の盗難事件がしばしば起こっており、キャンプ座間に進駐していたオーストラリア兵が昼間にトラックを仕立てて現れ、鉄板を持って行ってしまうなどの騒ぎも起きたため、結局、藤嶺学園側は教師1名をグリーンハウスに常駐させる措置を取ることになった。この警備活動のことを藤嶺学園では、ゴルフ場、藤沢海軍航空隊があった高台の別称から、八州台警備隊と呼ぶようになった。

### 藤沢海軍航空隊跡地にやってきた藤沢商業学校とグリーンハウス
藤沢海軍航空隊跡地の争奪戦は、藤沢市当局、神奈川県、大蔵省との調整の結果、前述のように聖心愛子会が最も広い土地の確保に成功し、藤嶺学園側は当初希望していた土地は得られず、現在、藤沢翔陵高校がある周辺の土地を確保するに止まった。藤嶺学園の藤沢海軍航空隊跡地の利用許可は、最終的に1947年（昭和22年）2月に東京財務局から下りた。想定していた土地の確保に失敗した藤嶺学園は、移転を計画していた中で藤沢中学校と藤沢工業学校については遊行寺隣に残留することになり、藤沢商業学校のみが藤沢海軍航空隊跡地へと移ることになった。5月2日、藤沢商業学校の生徒たちは遊行寺隣の旧校舎から、めいめいが机と椅子を抱え、新天地となるグリーンハウス付近の新校舎へと移転した。教材なども主に生徒たちが運ぶというまさに人海戦術の新校舎移転であった。しかも新校舎は旧藤沢海軍航空隊の兵舎であり、終戦後は進駐軍が酒保として使用していた建物を、教室として使用できるように応急改修したものであった。そして1948年（昭和23年）1月、藤沢工業学校がやはり生徒たちが机と椅子を抱え、教材なども生徒たちが運ぶという人海戦術で藤沢海軍航空隊跡地に移転してきたが、3月には藤沢工業学校は商業学校に合併され、廃校となった。
新天地へと移ったとはいえ、旧兵舎を改造した急ごしらえの校舎で備品も欠乏していた。その上、終戦の混乱期であったため夜間には盗難も頻発し、ただでさえ乏しい備品が無くなったりした。しかし富士山や江の島を望む風光明媚な高台の新天地で、生徒たちはのびのびとした学園生活を満喫していた。休み時間には広大な敷地のあちこちで野球、バレーなどの球技やコーラスなどに興じ、その中でグリーンハウスも生徒たちの憩いの場の一つとなった。
藤沢海軍航空隊跡地の獲得をめぐる争奪戦の中で、グリーンハウスは藤嶺学園関係者たちから八州台警備隊と呼ばれた教師、生徒から構成された自警組織の拠点となった。その経過もあってか、グリーンハウスには藤嶺学園の教員家族や関係者たちが居住するようになった。当時、グリーンハウスの使用許可に関する権利は大蔵省が所有していたが、実質的な管理は藤嶺学園が担っていた。1948年（昭和23年）当時、グリーンハウス内には11世帯、約35名が生活していたという。
藤嶺学園の教員家族や関係者の住居となっていた頃のグリーンハウスは、水道は引かれていたものの断水が多く、近くの沼から引水して水を確保していたが、濁った水で難儀したという。またガスはなく、各自の部屋で火を起こして調理等に使用していた。洗濯を行う洗い場は共同で、また風呂場は木風呂を所有していた居住者がいて、ともに皆が順番で使用していた。かつてゴルフ場時代にはパター練習場であった前庭は畑となっており、居住者たちは野菜や小麦を作っていた。広いグリーンハウスの建物内で子どもたちは自由に走り回り、かつてラウンジであった2階の大広間ではよく若者たちがダンスに興じ、1階に居住していた音楽教師の部屋からはしばしばピアノの演奏が流れていたという。

### 藤嶺学園の短大設置計画とその挫折
旧藤沢海軍航空隊の土地は、1949年（昭和24年）になって旧所有者に当たる藤沢土地運営株式会社に返還されることになった。前述のように藤沢土地運営株式会社は藤沢打球会（藤沢カントリー倶楽部）の清算会社であり、旧藤沢カントリー倶楽部の用地内で事業を展開していた各社会事業者、藤嶺学園、そして農民たちは、藤沢土地運営株式会社との間で土地の買収等の手続きを進めていくことになった。
このような中、藤嶺学園は野心的な事業拡大計画をスタートさせていた。前述のように藤嶺学園は旧藤沢海軍航空隊の地に学園の主要機能を移転した上に、専門学校を設立する計画を立てていた。計画は藤沢市の都市計画にも織り込まれるほどにまで進展したものの、学校制度の変更により旧制度での専門学校設置をもくろんでいた藤嶺学園の構想は練り直しを余儀なくされ、また何よりも資金難のために専門学校設置計画はとん挫していた。しかし1951年（昭和26年）になって、専門学校構想は短期大学設置構想となって復活することになる。
藤嶺学園の短大設置構想による短大名は藤沢短期大学とされ、旧藤沢海軍航空隊の土地に設置される計画となった。短大設置に際して校地、そしてグリーンハウスを土地所有者である藤沢土地運営株式会社から買収し、グリーンハウスは校舎の一部として使用する計画であった。実際に藤嶺学園は藤沢土地運営株式会社との交渉を進め、河野一郎から40万円を借り受け、その金を手付金とし、藤沢商業高等学校名義で藤沢土地運営株式会社との間で土地売買契約を締結することに成功した。また資金稼ぎを目的として現在の善行駅近くの場所で自動車教習所を開設する。
ところがまだ自動車の普及率が低かった昭和20年代後半、せっかく開設した自動車教習所はほとんど客が集まらなかった。藤沢商業の生徒たちを対象に教習を行ってみたものの焼け石に水で、1952年（昭和27年）末には閉校してしまった。そうこうしているうちに1953年（昭和28年）度に入ると、河野一郎から借りた40万円が返済不能となったため、藤沢商業の土地を担保として金を借りて返済に充てたものの、今度はその返済が滞り、土地が他者に渡る期限が迫るという危機が表面化した。この短大構想に伴う危機的な資金繰りが判明したことがきっかけとなって、藤沢商業の新校舎建設を始めとする教育環境の充実の裏で、ずさんな学校経営が行われ続けてきたという事実が表面化し、破たん寸前の経営状態が明らかとなったのである。結局、藤沢商業では校長が解任され、新校長の下で厳しい資金繰りを何とか何とか切り抜けながら学校経営再建を目指すことになった。一方、藤嶺学園本体でもこれまで短大構想を推し進めてきた園長が更迭されることになった。最終的に藤沢商業の経営難を救ったのは、1955年（昭和30年）に神奈川県で開催されることになった第10回国民体育大会であった。

## 神奈川県立体育センター時代のグリーンハウス

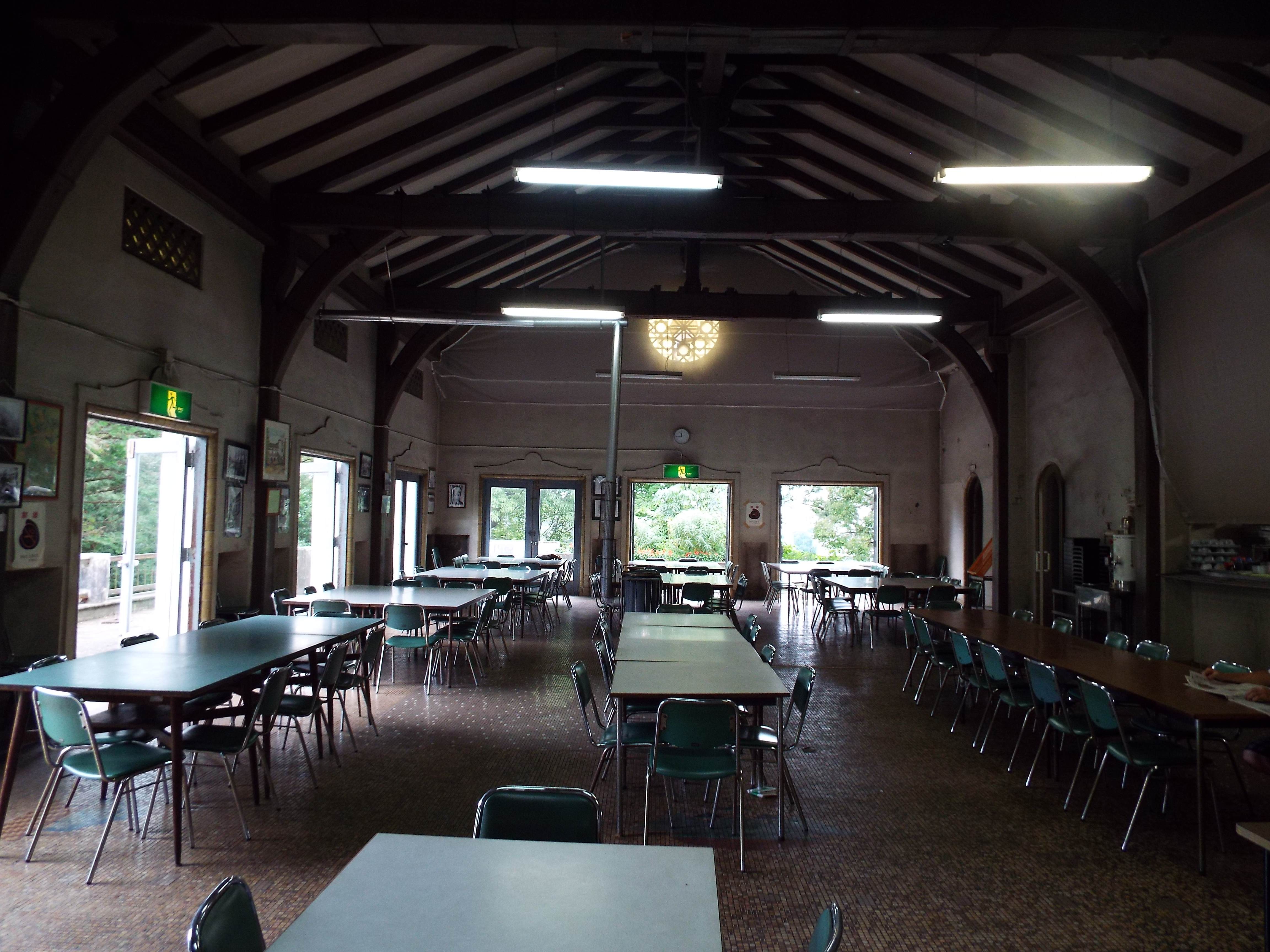
旧ゴルフ場クラブハウスのラウンジは食堂となっている。正面にバラ窓が見え、床のモザイク、モザイク画も残っている。

終戦後の市民スポーツ熱の高揚を背景として、藤沢市では1946年（昭和21年）8月に藤沢市体育連盟が結成された。しかし市民スポーツの隆盛とはうらはらに、藤沢市には市営のグラウンド、競技場は無く、学校の校庭を借りて各種競技を行わざるを得なかった。そこで1947年（昭和22年）、藤沢市体育連盟に所属する陸上競技協会の会長が藤沢市長に競技場建設を直談判した。競技場建設計画は市議会の承認も得られ、旧藤沢海軍航空隊の土地を確保して工事が進められ、1948年（昭和23年）5月に藤沢市営陸上競技場が開設された。競技場のスタンドは小さな土盛りのものではあったが、一周400メートルの当時神奈川県下唯一の公認競技場であった。
藤沢市営陸上競技場は神奈川県の主要競技場として、神奈川県内のみならず、全日本実業団、日本学生対抗選手権大会など、全国レベルの大会にも使用され、当時の日本記録なども生み出した。そして1952年（昭和27年）には競技場の東側にバレーコート2面が完成する。同年、このバレーコートを会場として全日本高校バレー選手権大会が開催される。
そして1955年（昭和30年）に神奈川県で第10回国民体育大会が開催されることが決定した。藤沢市はバレーボールとサッカーの会場となったものの、市の財政的に会場設営や運営に要する費用の捻出が課題となった。そこで市営総合運動場（陸上競技場、バレーコート）を神奈川県に無償で譲渡して、その代わりに県の手によってバレーコートとサッカー場を整備、建設してもらうという案が浮上した。藤沢市議会では一部の議員から無償譲渡に反対する意見が出されたものの、結局、市議会の了承が得られ、1953年（昭和28年）9月、市営総合運動場は神奈川県に譲渡され、神奈川県営総合運動場となった。
ところでグリーンハウスは、1953年（昭和28年）頃までに入居者は全て退去していた。そして1953年（昭和28年）9月の市営総合運動場の神奈川県への譲渡と同時に、グリーンハウスも神奈川県に無償譲渡される。県への譲渡後、グリーンハウスはまず県営総合運動場の建設準備事務所となり、県営総合運動場の完成後は運動場を利用する各種競技者たちの合宿所として使用されるようになった。また国体開催に当たり、どうしても藤沢商業の校舎の一部を移転する必要性に迫られた。藤沢商業は県、藤沢市と交渉の結果、立ち退き料が得られることになって、厳しい財政難から脱出することに成功した。
合宿所となった後、グリーンハウスは数回の改修が行われたことが明らかとなっている。ゴルフ場時代のラウンジにあった暖炉も東京オリンピック後の改修で撤去されたと考えられている。1960年（昭和35年）から約2年間、グリーンハウスはサッカー日本代表の合宿所として使用され、合宿時、代表選手たちは1階、監督とコーチは3階の部屋で起居していた。また同時期、2階の旧ラウンジはウエイトリフティング場となっており、やはり1階の部屋でウエイトリフティング選手たちが合宿を行っていた。グリーンハウス内のウエイトリフティング場は、神奈川県立体育センター発足後の1968年（昭和43年）7月に使用開始された、本館2階のウエイトリフティング場の開設まで使用された。なおその後もしばらくの間、グリーンハウスを利用してウエイトリフティングの大会が開催されていたという。
なお、グリーンハウスは前述の神奈川県立体育センター発足後、体育センターの第2合宿所となった。体育センターの本館2階には玉屋食堂が営業をしており、体育センターに合宿を行う最大130名の食事も提供していた。うち、グリーンハウスの収容人員は60名であった。そして1971年（昭和46年）9月に神奈川県立体育センター内にプールが開設されると、玉屋食堂は夏期のみグリーンハウス内でも食堂の営業を行うようになった。この頃は合宿者、そして体育センターの利用者の多くが玉屋食堂を利用し、また夏期のプールが開場している時期は最大1,000名の客が押し寄せることもあり、多忙を極めた。しかしこの忙しさも2年ほどで地域の学校にプールが開設され、夏休み時期に開放されるようになって沈静化し、またコンビニエンスストアの普及とともに体育センターの利用者も玉屋食堂を以前ほどは利用しなくなった。
1977年（昭和52年）頃、玉屋食堂は体育センター2階の店舗をたたみ、グリーンハウスのみの営業となった。1988年（昭和63年）8月、グリーンハウスは老朽化のために合宿所としての利用が中止され、その後、グリーンハウスは食堂（玉屋食堂）と管理事務所として使用されている。なお、グリーンハウスが合宿所として使用されなくなった後、玉屋食堂の利用者は更に減少した。

## グリーンハウスの保存運動

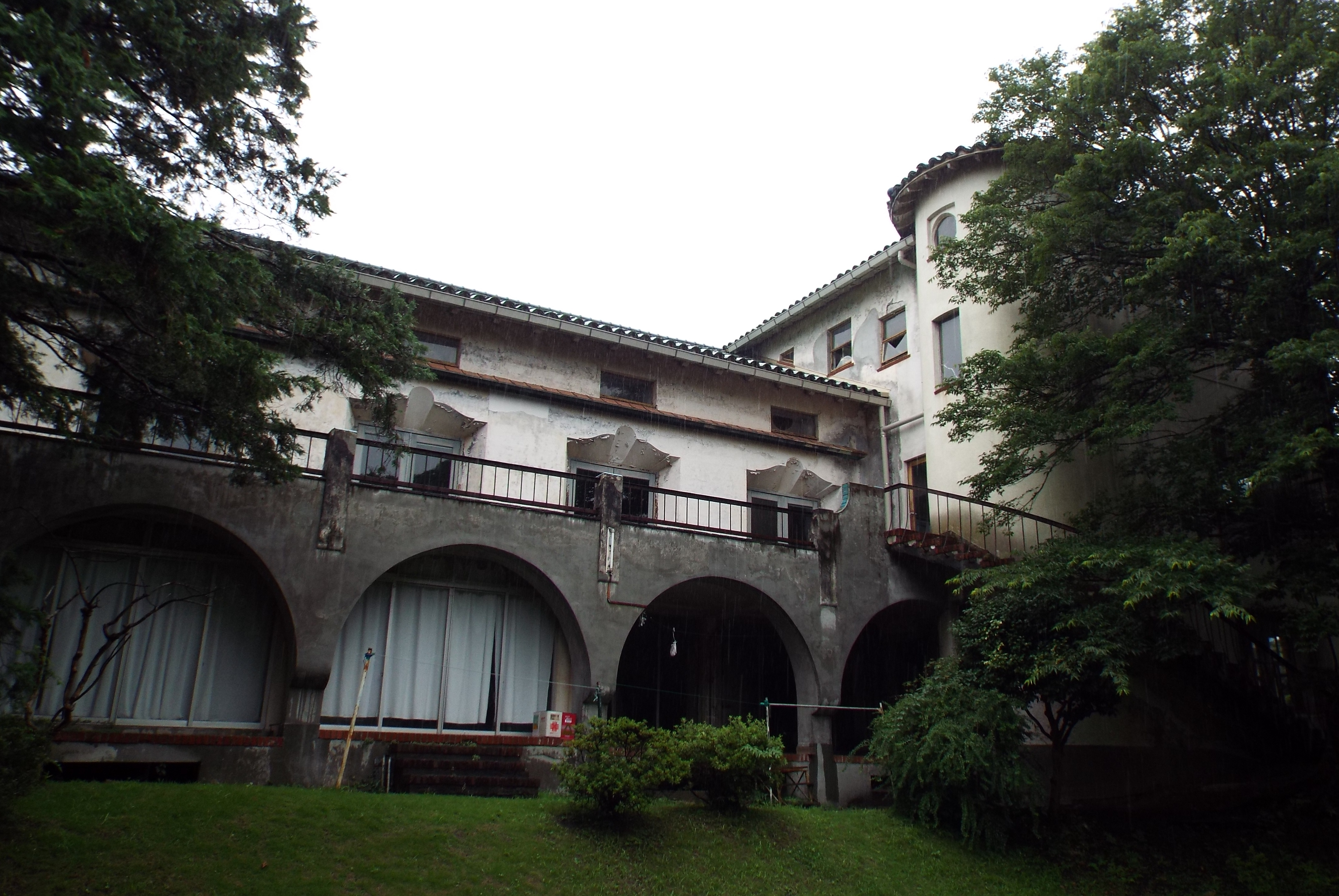
グリーンハウス南側からの光景。

1972年（昭和47年）、グリーンハウスで戦前のゴルフ場時代に行われたゴルフ大会優勝者の優勝者名を刻した大理石板が発見された。大理石板はかつてグリーンハウス内に掲示されていたものが、改修時に外されたものであると考えられた。このことをきっかけに地域住民や神奈川県立体育センターは、グリーンハウスや藤沢カントリー倶楽部の歴史について改めて見直し、資料を集めだすようになった。1980年代に入るとグリーンハウスに老朽化が目立つようになり、地元から貴重な歴史的建造物であるグリーンハウスの保存を求める声があがるようになった。
1988年（昭和63年）1月、グリーンハウス地元の善行住民から神長川県知事と県議会議長宛てに、グリーンハウスの保存を求める陳情書が提出された。この時は10年後に神奈川県下で2回目となる国民体育大会の開催が予定されており、県下の体育施設の見直しが進められる予定となっているので、それまでの間にグリーンハウスを取り壊すことはしないとの回答があった。1994年（平成6年）7月には地域移住民から藤沢市長に対して、グリーンハウスの保存について神奈川県に働きかけるよう求める要望が出された、これに対して葉山峻藤沢市長は協力を約束したが、神奈川県側からはグリーンハウスの保存について否定的な意見が多いとの回答がなされた。
1996年6月、藤沢の新市長に山本捷雄が就任したことに伴い、地元住民から改めてグリーンハウスの保存を求める要望書が提出された。この時までに1998年（平成10年）開催予定の第53回国民体育大会に際して行われる各種体育施設の整備計画が当初計画よりも縮小されたため、国体開催に向けてグリーンハウスの取り壊しは行われないことが決まっていた。藤沢市は要望書を提出した地元住民に対して、神奈川県としてはグリーンハウスよりも優先的に保護すべきものがあるとの見解であるが、取り扱い方針はまだ決まっていないと藤沢市側に伝えられたこと、またグリーンハウスの現状保存には約5億円、移築保存の場合には約10億の費用を要する見込みであり、県が取り壊しの方針を決定した場合は、写真やビデオなどによる記録保存とともに一部の部材を保存したいと考えている旨の説明を行った。結局、藤沢市側は神奈川県に対してグリーンハウス保存についての要望書を出すことになったが、県側の回答は現状維持というものであった。2002年（平成14年）にも神奈川県議会議長宛てに、グリーンハウスの早急な修繕と活用を求める494名の署名付きの陳情書を神奈川県議会議長宛てに提出したものの、この陳情は県議会議員の任期満了に重なってしまい、審議未了となってしまった。

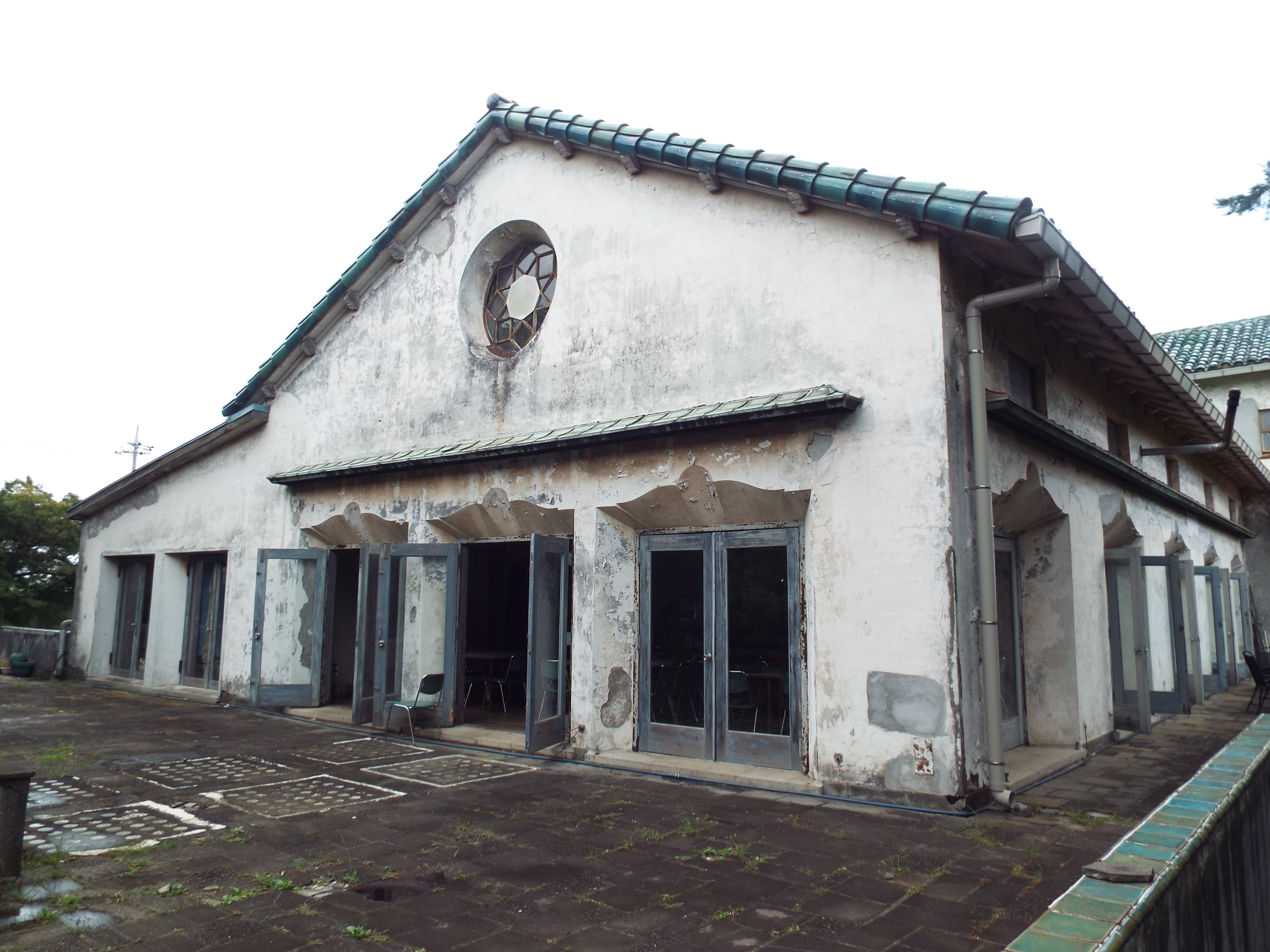
グリーンハウス2階西側のテラスからの光景。バラ窓が見える

このように地域住民らからのグリーンハウス改修、保存と活用を求める意見は、なかなか具体化しなかった。転機となったのが2004年（平成16年）3月、松沢成文神奈川県知事が「神奈川力構想・プロジェクト51」に基づく「県民ひとりひとりが自らの地域を誇れる県土つくり」構想について発表したことであった。上記構想の中で、構想推進のモデル事業の一つとしてグリーンハウスの再生プランの提案が選ばれたのである。2006年（平成18年）には県がグリーンハウス再生プランの提案について具体的な企画公募を行い、邸園文化調査団が公募を受託し、2007年（平成19年）3月には報告書が神奈川県に提出された。またこれと同時にグリーンハウスの設計者であるアントニン・レーモンドが創始者であるレーモンド設計事務所から、神奈川県体育センター第2合宿所現況調査業務報告書が提出される。これらの報告書を踏まえて、神奈川県は10月にグリーンハウスの保存・活用検討会議を立ち上げ、藤沢市と協力しながらグリーンハウスの保存活用について検討していくことになった。そして2008年（平成19年）度の神奈川県の予算で、グリーンハウスの耐震診断費用が計上された。耐震診断はレーモンド設計事務所が行うことになり、2008年（平成19年）12月、レーモンド設計事務所から、グリーンハウスは耐震補強を要しないこと、レストランなどに改修する費用として約5億2800万円が必要であるとの見積もりなどが記された報告書が提出された。しかしその後、グリーンハウスの改修、保存と活用についての動きは再び停滞することになる。

## 神奈川県立体育センターの再整備とグリーンハウスの保存活用

### グリーンハウスの現状と評価

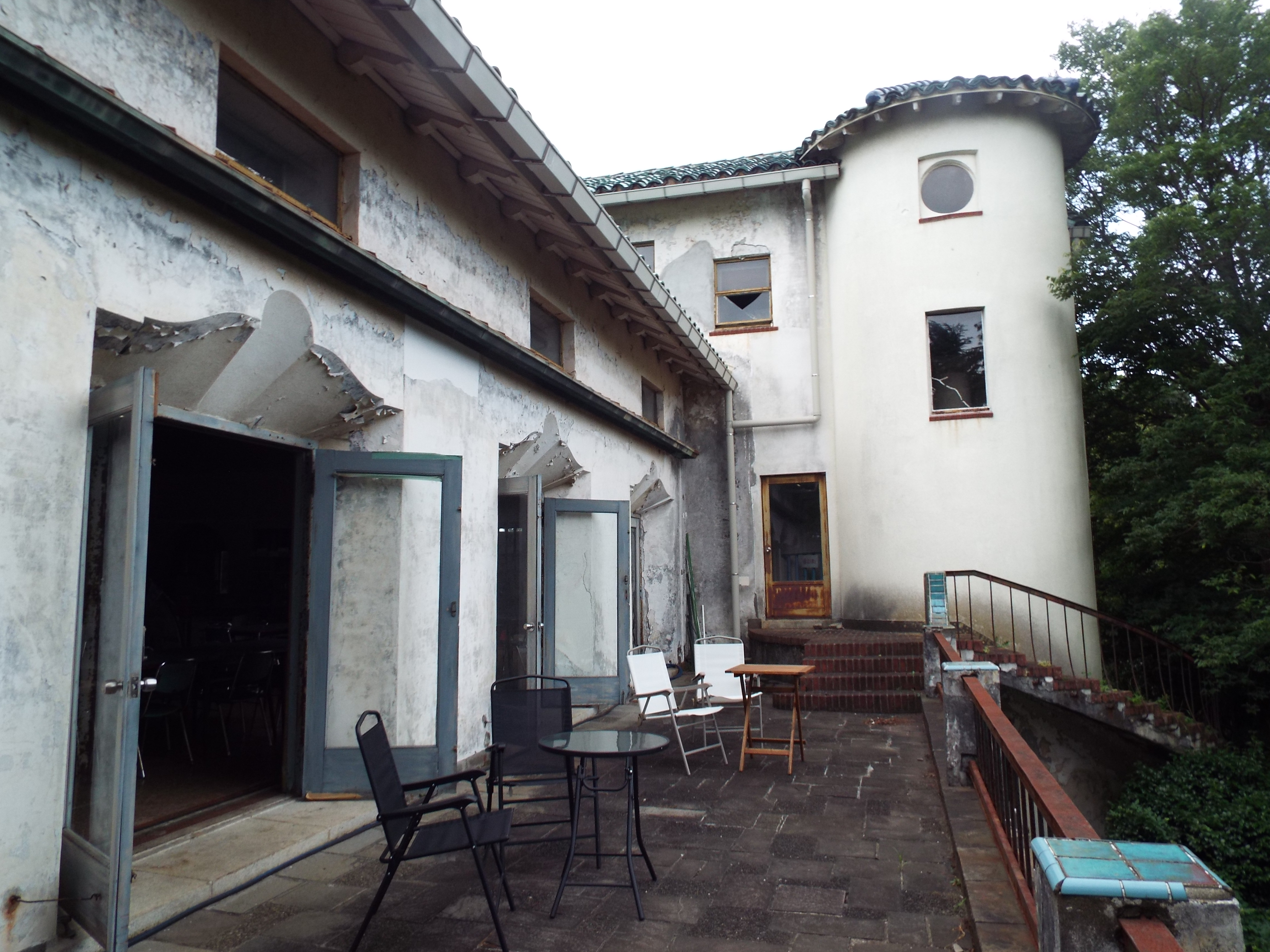
グリーンハウス南側バルコニーの光景。バルコニーの鉄柵など建築当初から変更された部分もあるが、建築当初の様相が比較的よく保存されている。

グリーンハウスはゴルフ場のクラブハウスとして建設されたが、再三にわたる使用目的の変更を経て、建物の様相も少なからず変化している。1階部分については間仕切り壁や浴場が設けられ、2階部分は前述のようにラウンジにあった暖炉が撤去され、バーカウンターも撤去されている。また2階へ上がる階段の装飾性に富む鉄製の手すりも変更されている。そして建物外部の装飾についても、当初の装飾的な鉄製のバルコニー、外階段の手すりが変更され、バルコネットに至っては撤去されている。2階西側バルコニーにあった噴水もまた撤去されている。このようにグリーンハウスは建物の各所で建築当初の姿から変更が加えられていて、また老朽化が進行して雨漏りなどが発生しているが、基本的には建築当時の様相をよくとどめており、十分に修復可能な状態であると判断されている。
戦前に日本で建設されたゴルフ場のクラブハウスは、グリーンハウス以外には1932年に完成した、ウィリアム・メレル・ヴォーリズ設計の神戸ゴルフ倶楽部クラブハウスしか残っていない。その上、現存するスパニッシュ様式の建築では関東地方最大級のものであり、著名な建築家アントニン・レーモンド設計の希少なスパニッシュ建築であるなど、グリーンハウスは貴重な昭和戦前期の建築物であると評価されている。

### 神奈川県立体育センター再整備とグリーンハウス
神奈川県によるグリーンハウスの再生プランの提案事業の展開や、市民団体の普及啓発やグリーンハウス保全活動にもかかわらず、グリーンハウスの改修、保存と活用はなかなか進展しなかった。一時期、グリーンハウスを神奈川県が修復し、その後、藤沢市に移管して地元の団体が活用、運営するというアイデアが出され、藤沢市としてもグリーンハウスの市への移管に乗り気でもあったが、話が進展することはなかった。
事態は神奈川県立体育センターの老朽化と2020年夏季オリンピックの東京開催の決定により、神奈川県が県立体育センターの再整備を決定したことによって動き出すことになった。神奈川県としては体育センターの老朽化した設備の更新とともに、2020年のオリンピック、パラリンピックの東京開催決定に伴う神奈川県民のスポーツ熱の高まりを期待して、2020年（令和2年、当時は平成32年）3月までに神奈川県立体育センターの施設の再整備を行うことにしたのである。そして再整備計画の中で、グリーンハウスは歴史的に価値がある外観の保存と、体育センター機能を担う施設として改修されることが決定した。
県立体育センターの再整備計画では、グリーンハウスの改修は歴史的価値がある建造物の改修工事として位置付けられ、藤沢カントリー倶楽部のクラブハウスとして建設された歴史的経緯に鑑み、施設の総合受付、施設利用者の休憩、交流などを担う建物として再整備するとした。計画ではグリーンハウスの1階部分は体育センターの総合受付、会議室、事務室を整備し、2階部分は一般利用も想定した談話、休憩、軽飲食などを行うラウンジとし、そして3階部分は展示スペースとして、体育関係の資料やグリーンハウスの歴史および建築的価値についての展示を行う方針である。改修工事は2017年（平成29年）7月から開始され、2020年（令和2年）1月末に終了し、同年4月1日にオープンする予定である。